# Ti penso e cambia il mondo
Ti penso e cambia il mondo è un singolo di Adriano Celentano pubblicato in Italia nel 2012.

## Storia
È tratto dall'album Facciamo finta che sia vero; entrò nelle stazioni radiofoniche il 13 gennaio 2012. e, successivamente, l'8 e il 9 ottobre 2012, cantato nelle due serate di Rock Economy e contenuto nel doppio CD e DVD Adriano Live (uscito il 4 dicembre 2012).
Il brano è stato scritto da Pacifico per il testo e da Matteo Saggese e Stephen Lipson per la musica.
La canzone parla presumibilmente di un dialogo tra un uomo e Dio che lo rassicura circa il suo futuro dopo l'addio ultimo alla vita; sotto forma di monologo viene tuttavia interpretato anche come semplice canzone di amore.
Sulle note di Ti penso e cambia il mondo, Adriano Celentano e Gianni Morandi hanno cantato insieme durante la serata conclusiva del Festival di Sanremo il 18 febbraio 2012 e durante il concerto Live di Celentano all'Arena di Verona, l'8 e il 9 ottobre 2012.
L'impianto armonico della canzone è il Preludio in do minore, opus 28, numero 20 di Fryderyk Chopin, lo stesso di Could It Be Magic di Barry Manilow.

## Classifiche
| Classifica (2012) | Posizione massima |
| ----------------- | ----------------- |
| Italia            | 9                 |